# Charles Brumskine
Charles W. Brumskine (ur. 27 kwietnia 1951 w Grand Bassa, zm. 20 listopada 2019 w Wirginii) – liberyjski prawnik i polityk, przewodniczący pro tempore Senatu w latach 1997-1999. Kandydat w wyborach prezydenckich w 2005 oraz 2011.

## Życiorys
Chrales Brumskine pochodzi z liberyjskiego hrabstwa Grand Bassa. W 1973 ukończył studia licencjackie z zakresu ekonomii na University of Liberia. W 1983 ukończył szkołę prawniczą Louis Arthur Grimes School of Law na University of Liberia (LLB), a rok później prawo handlowe i korporacyjne (LLM) na Southern Methodist University w Stanach Zjednoczonych. W 1981 zdał państwowy egzamin prawniczy i rozpoczął pracę w zawodzie.
W latach 90. XX w. rozpoczął działalność polityczną jako sprzymierzeniec Charlesa Taylora. Po wyborze Taylora na urząd prezydenta, objął w lipcu 1997 stanowisko przewodniczącego pro tempore Senatu, które zajmował do marca 1999. Wszedł wówczas w konflikt z prezydentem i z tego powodu wyjechał z kraju do Stanów Zjednoczonych. W Waszyngtonie podjął praktykę adwokacką.
W styczniu 2003 powrócił do Liberii, by wziąć udział w planowanych na tamten rok wyborach prezydenckich. Jednakże z powodu rezygnacji ze stanowiska przez prezydenta Taylora w sierpniu 2003 i dopiero co zakończonej wojny domowej wybory zostały odłożone do 2005, a w kraju powołano władze przejściowe. W wyborach prezydenckich w październiku 2005 Brumskine wystartował z ramienia Partii Wolności (Liberty Party). Zajął w nich trzecie miejsce, zdobywając 13,9% głosów. Przed drugą tura głosowania nie poparł żadnego z kandydatów, ani zwyciężczyni Ellen Johnson-Sirleaf, ani przegranego George’a Weaha.
W styczniu 2011 został mianowany kandydatem Partii Wolności w kolejnych wyborach prezydenckich w październiku 2011.